# Ratni izvjestitelj
Ratni izvjestitelj ili ratni reporter (prema eng. war reporter, iz starofr. reporter - izvijestiti) je novinar koji iz ratom pogođenih područja prikuplja informacije, podatke i svjedočanstva o ratnim zbivanjima te ih objavljuje u obliku članaka, videozapisa, televizijskih priloga, televizijskih, radijskih ili mrežnih „javljanja uživo” te inim oblicima priopćavanja.
Zbog prirode posla u znatnom su stupnju izloženi pogibelji, ranjavanju ili razvoju PTSP-a.